# Zamser Bach
Der Zamser Bach, auch Zamserbach, ist ein Gebirgsbach in den Zillertaler Alpen in Tirol.

## Verlauf
Der Zamser Bach entspringt nahe dem Pfitscher Joch in ca. 2.800 Metern Höhe unterhalb des Stampflkees, eines Gletschers unterhalb des Schrammachers. Er fließt in nordöstlicher Richtung durch den Zamser Grund und speist den Schlegeisspeicher (Durchlauf ca. 1,1 km). Nach insgesamt knapp 13 km, 6,4 km unterhalb des Stauwerks, fließt er beim Gasthof Breitlahner von links mit dem Zemmbach zusammen.

## Einzugsgebiet und Wasserführung
Das natürliche Einzugsgebiet des Zamser Baches beträgt 70,4 km², davon sind 10,1 km² (14 %) vergletschert (Stand 1988). Der höchste Punkt im Einzugsgebiet ist der Hochfeiler mit 3509 m ü. A.
Der mittlere Abfluss am Pegel Neukaser, kurz vor der Einmündung in den Schlegeisspeicher, beträgt 1,14 m³/s, was einer relativ hohen Abflussspende von 47,1 l/s·km² entspricht. Der Zamser Bach weist dort ein nivo-galziales Abflussregime auf, das von der Schnee- und Gletscherschmelze im Frühjahr und Sommer geprägt ist. Der mittlere Abfluss ist im wasserreichsten Monat Juni mit 3,15 m³/s fast 40 Mal höher als im wasserärmsten Monat Februar mit 0,08 m³/s.